# Never Again (Nickelback)
Never Again è un singolo del gruppo musicale post-grunge Nickelback, pubblicato nel 2002.

## Tracce
1. Never Again (live)
2. One Last Run (live)

## Formazione
- Chad Kroeger - voce, chitarra solista
- Ryan Peake - chitarra ritmica, seconda voce
- Mike Kroeger - basso
- Ryan Vikedal - batteria, percussioni

## Classifiche
| Classifica (2002) | Posizione position |
| ----------------- | ------------------ |
| Irlanda           | 38                 |
| Regno Unito       | 30                 |